# Tony Robert-Fleury
Pour les articles homonymes, voir Robert et Fleury.
Tony Robert-Fleury, né le 1er septembre 1837 à Paris et mort le 8 décembre 1911 à Paris 9e, est un peintre français.
Robert-Fleury doit sa réputation à ses compositions historiques ainsi qu’à ses portraits et ses scènes de genre.

## Biographie

### Le peintre
Après avoir commencé à étudier avec son père Joseph-Nicolas Robert-Fleury (1797-1890), Tony Robert-Fleury est entré dans les ateliers de Léon Cogniet et de Paul Delaroche à l'École des beaux-arts de Paris, où il s’est lié avec des condisciples comme Gustave Boulanger, Louis Gallet et Ernest Hébert.
Son premier tableau envoyé au salon de Paris de 1866 est une grande composition historique intitulé Varsovie, scène de l’insurrection polonaise, que lui avait inspiré un épisode de la dernière guerre polonaise, le massacre de 4 000 manifestants polonais sur la place du château de la ville par les troupes russes, le 8 avril 1861. L’année suivante, l'État français achète son Vieilles Femmes sur la place Navone, Rome ainsi que le Dernier jour de Corinthe en 1870, d’après un sujet de Tite-Live, vaste toile qui sera exposée à Paris au palais du Luxembourg, pour lequel il peindra, en 1880, un plafond représentant La Glorification de la sculpture française. Il a, tour à tour, exposé : Deux portraits en 1868 ; Le Dernier jour de Corinthe en 1870 ; les Danaïdes en 1873 ; Charlotte Corday à Caen en 1874 ; Pinel, médecin en chef de la Salpêtrière délivrant les aliénés de leurs chaînes en 1876, ; des portraits en 1877 ; Vauban donnant le plan des fortifications du château de la ville de Belfort ; Mazarin et ses nièces en 1883 ; Portrait de M. Robert-Fleury en 1886 ; Léda et Le Général Lelerme en 1885 ; M. Bixio en 1886 ; Ophélie en 1887 ; Madeleine en 1889 ; Le Billet doux en 1891 ; L’Architecture en 1892 pour l’hôtel de ville de Paris ; Le Lever de l'ouvrière en 1905 ; Marie-Antoinette le matin de son exécution en 1906.

### L'enseignant
Professeur en titre de dessin et de peinture à l’Académie Julian à Paris, Tony Robert-Fleury, avant de remplacer William Bouguereau au siège de président de la Société des artistes français, y est notamment le secrétaire-rapporteur du comité qui, dans sa séance du 30 novembre 1894, définit et lance le concours de projet d'architecture et d'urbanisme de l'Exposition universelle de 1900, lequel, sur 112 ha, prévoit le Grand Palais, le Petit Palais, le pont Alexandre-III et la perspective reliant l'avenue des Champs-Élysées à l'esplanade des Invalides. Il est professeur aux Beaux-Arts de Paris à partir de 1905. Il a eu un très grand nombre d’élèves, au nombre desquels figurent, pour les deux écoles confondues :
Jules Adler, Malvina d'Albufera, Eugène Alluaud, Cuno Amiet, Étienne Azambre, Louis Eugène Baille, Marcel Bain, Georges-Henri Ballot, Eugène de Barberiis, William Barbotin, Gustave Barrier, Marie Bashkirtseff, Amélie Beaury-Saurel, Cecilia Beaux, Salomon Bernstein, Lucien Blumer, Corrie Boellaard (nl), Edgard Bouillette, Louise Catherine Breslau, Gustave Brisgand, Mattéo Brondy, Alfred-Jean Broquelet, George Elmer Browne, Franklin Brownell, William Blair Bruce, Clément Brun, Amédée Buffet, Berthe Burgkan, Édouard Cabane, Lilla Cabot Perry, Rosine Cahen (1857-1933), Florence Carlyle, Ellen Maria Carpenter, Maurice Chabas, Paul Chabas, Emma Chadwick, Alexandre-Jacques Chantron, Minerva Josephine Chapman, Charles Chivot, Paul Chocarne-Moreau, René Maxime Choquet, Dmitri Chtcherbinovski, Lovis Corinth, Eanger Irving Couse, Édouard Crémieux, Jean-Joseph Crotti, Édouard Darviot (1859-1921), Eugène Decisy, Henry-Eugène Delacroix, Paul Deltombe, Louise-Cécile Descamps-Sabouret (née en 1855), Camille Deschamps (née Peltier, 1826-1901), Louis-Marie Désiré-Lucas, Émilie Desjeux, Victor Despagnat, George Desvallières, André Dignimont, Étienne Dinet, Édouard Doigneau, Jean-Gabriel Domergue, Gaines Ruger Donoho (en), Carl Dørnberger (en), Mattie Dubé, François Énault, Rodolphe d'Erlanger, Alex Federley (en), Léon Pierre Félix, Henri Foreau, Rodolphe Fornerod (de), John Wycliffe Lowes Forster (en), Jean de Francqueville, Robert Freiher von Doblhoff (1880-1960), Roger de La Fresnaye, Eugène Fyot (1866-1937), Orazio Gaigher (de), Maria Gazycz, Edouard Gelhay, Gustave Greux (1838-1919), Edmund Wyly Grier, Henry Grosjean (1864-1948), Maurice Grün, Maximilienne Guyon, Eugénie Hauptmann-Sommer (1865-1933), Otto Hamel (de), Robert Henri, Paul Jobert, Émile Jourdan, Thomas Kennington (en), Anna Klumpke, Louis Aston Knight, Michel Korochansky (1866-1925), Marie Laforge (1865-1920), John Saint-Hélier Lander, William Laparra, Jean Laronze, John Lavery, Joseph-Fortuné-Séraphin Layraud, Jean Lefeuvre, Charles Amable Lenoir, Louis Le Poittevin, Henri Le Riche, Pierre Lissac, Eugène Lomont, Robert Lotiron, Ștefan Luchian, Amélie Helga Lundahl, Arnold Lyongrün (de), William Brown Macdougall, Mary MacMonnies, Charles Maillard, Louis Marc, Ernest Marché ,Jean Alfred Marioton, Karl Mediz (de), Maurice-Théodore Mitrecey, Édouard Monchablon, Berthe Mouchel, François Nardi, Phoebe Davis Natt (1847-1899), Anna Nordgren (de), Jules Eugene Pages, Georges Pavec (1875-1963), Paul-Élie Ranson, Magdeleine Real del Sarte, Roger Reboussin, Edward Redfield, Émile Renard (1850-1930), Julius Rolshoven, Jules Ronsin, Ker-Xavier Roussel, Paul Émile Sautai, Frédéric Sauvignier, Ferdinand Schultz-Wettel (1872-1957), Guillaume Seignac, Lucien Simon (de 1880 à 1883), Ernest Slingeneyer, Raymond Thibesart (1874-1968), Raoul André Ulmann, Henri Valensi, Pauline Vallayer-Moutet, Émile Vaucanu, Édouard Vuillard (élève à l'Académie Julian à partir de 1886), Herbert Ward, Maria Wiik, Carl Wilhelmson, Thérèse Yemeniz, Viktor Zarubin, Jenny Zillhardt et sa sœur Madeleine Zillhardt, Jeanne Langevin-Godeby, Ellen Day Hale (en), Lawton S. Parker, Eurilda Loomis France, Louis Paul Dessar et Louise Lavrut.

Quelques élèves de Tony Robert-Fleury
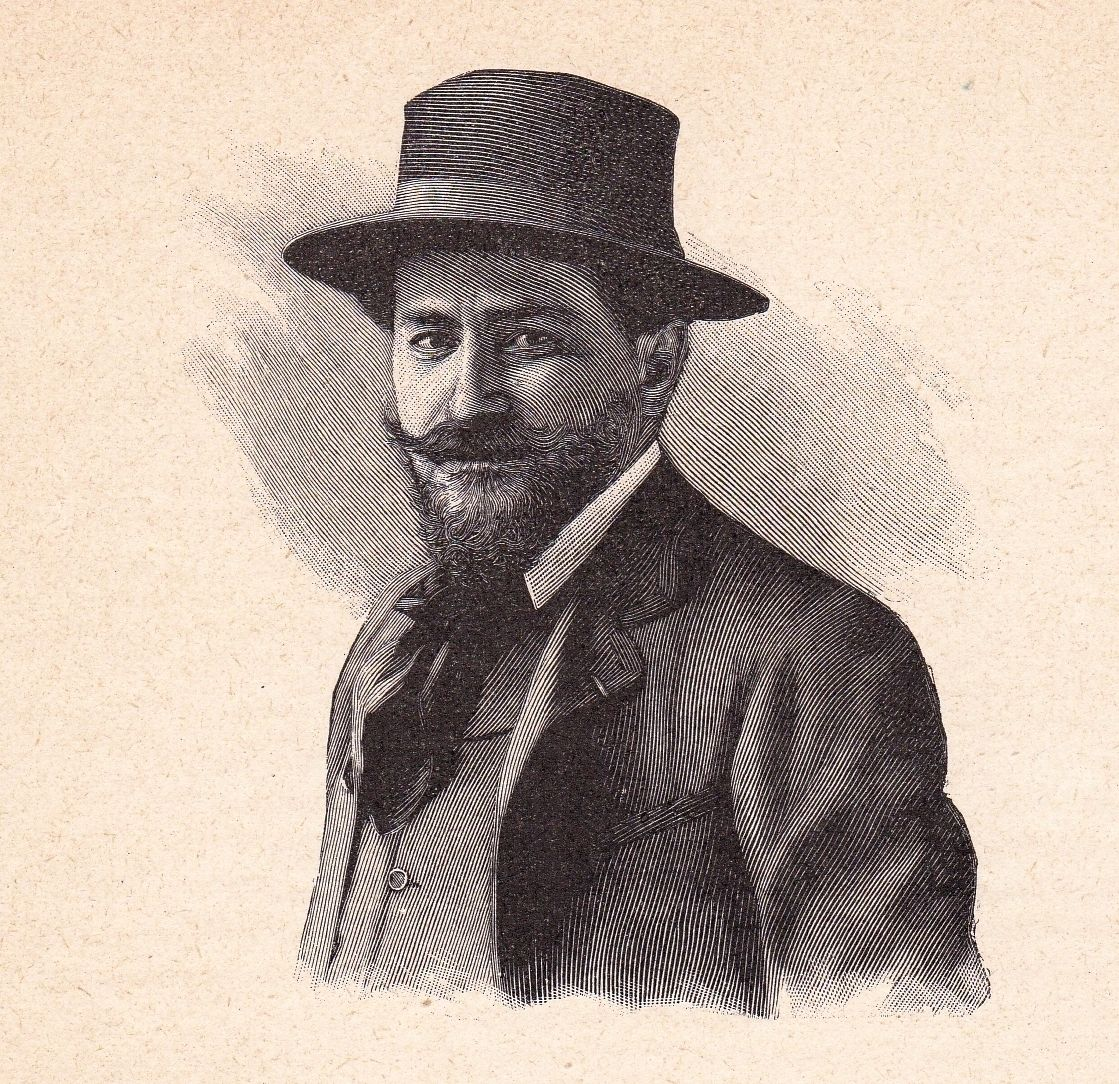
Jules Adler
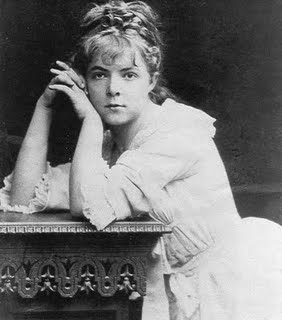
Marie Bashkirtseff
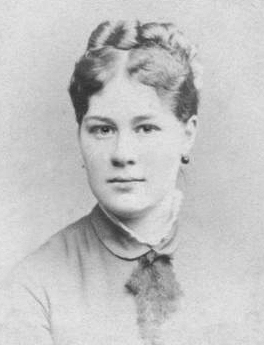
Cecilia Beaux
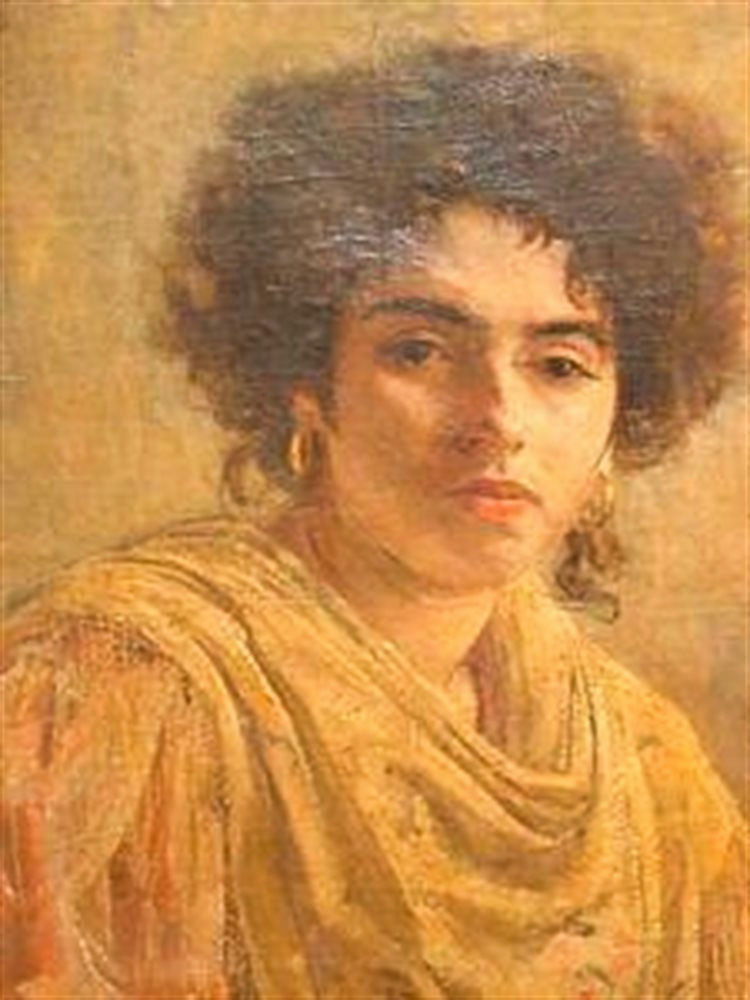
Corrie Boellaard (nl)
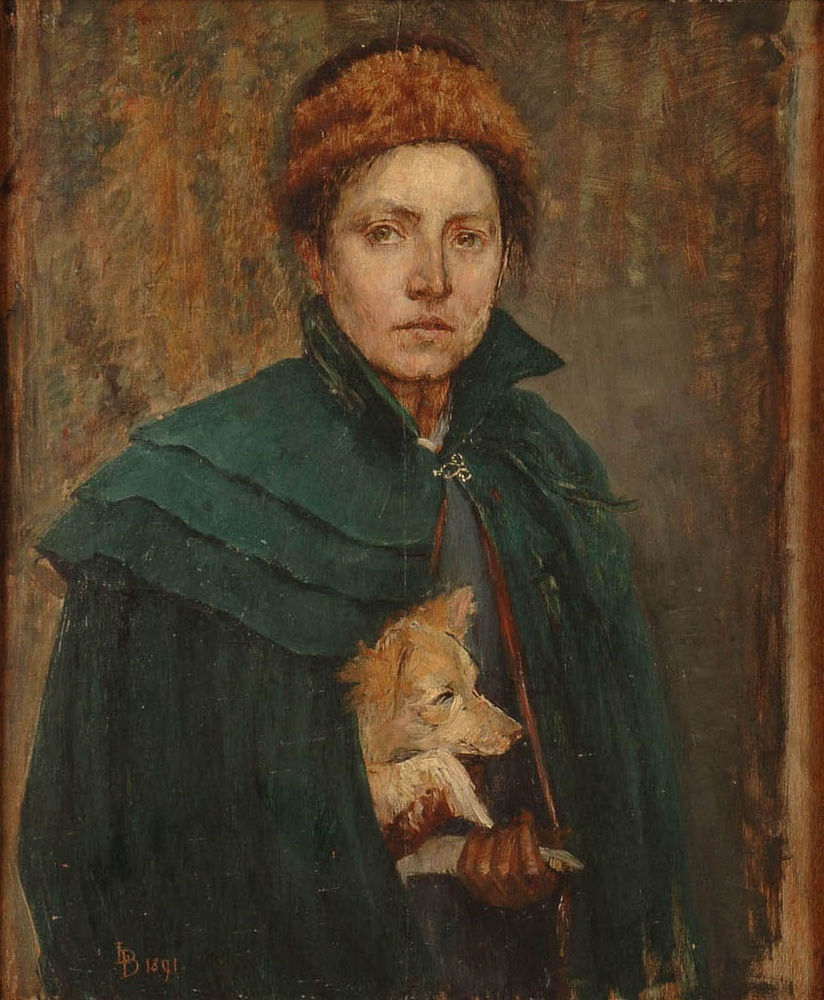
Louise-Catherine Breslau
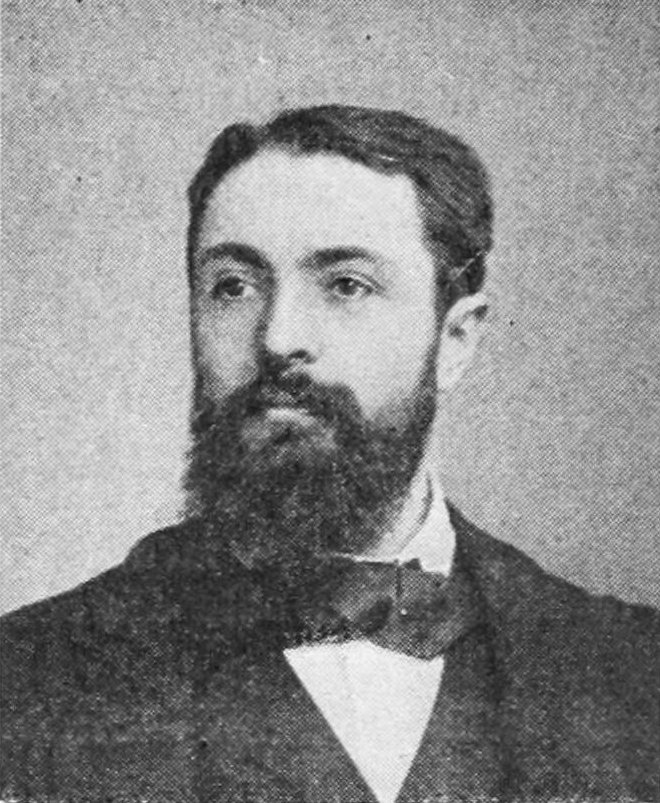
Paul Chabas
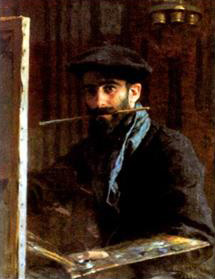
Étienne Dinet
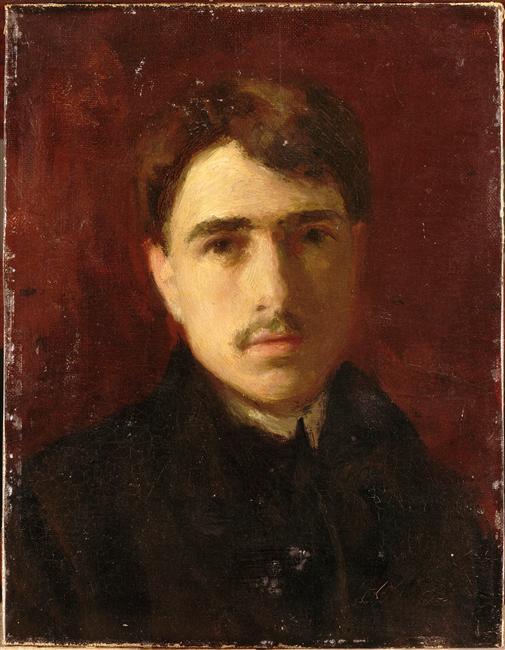
Roger de La Fresnaye
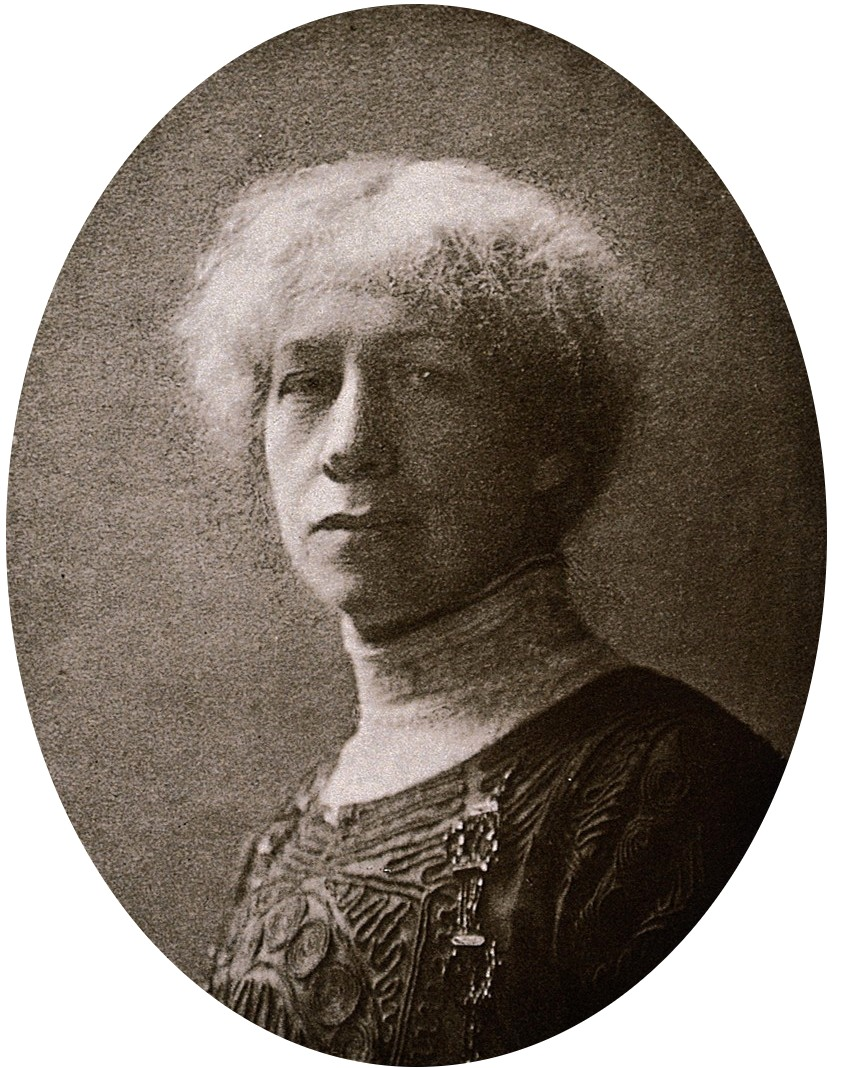
Anna Klumpke
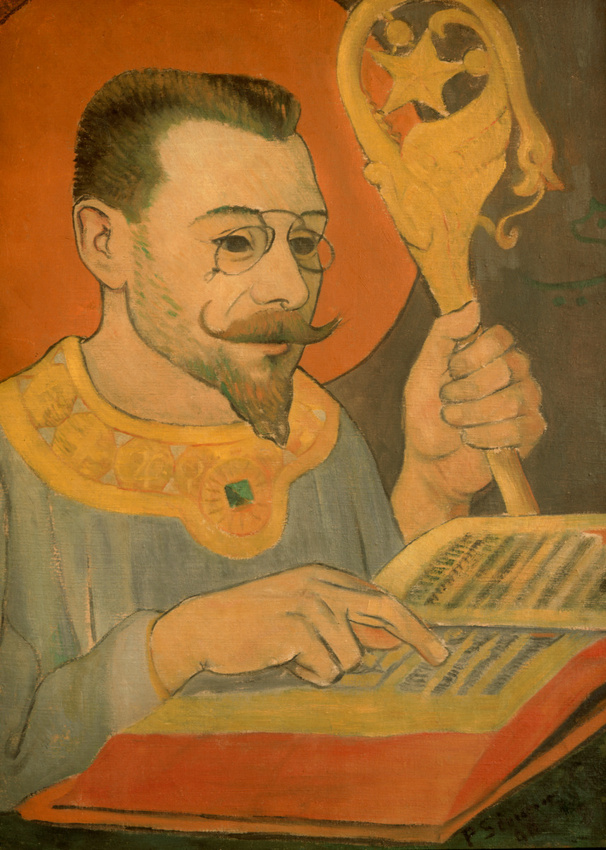
Paul-Élie Ranson
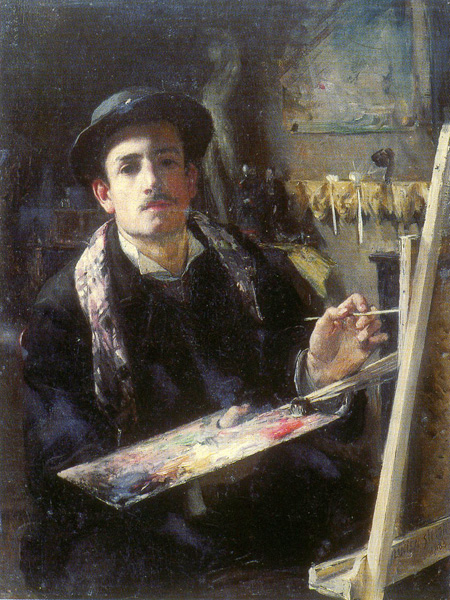
Lucien Simon
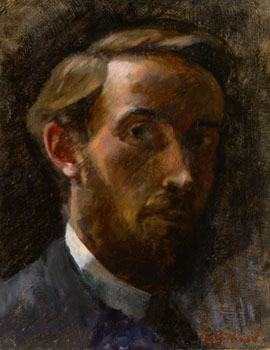
Édouard Vuillard

Marie Bashkirtseff évoque le professeur dans son Journal le 26 octobre 1878 : « Tony est un peintre tranquille, sage. Il dessine admirablement, compose bien, colore mal, peint pas mal, reçoit des médailles, chevalier de la Légion d'honneur, vend ses tableaux à l'État. Peu de brio mais des connaissances solides, une réputation considérable, et il enseigne parfaitement. Que voulez-vous de plus ? En outre, âgé de quarante-deux ans, n'en paraissant que trente-cinq, pâle, brun, barbe, yeux bleus. Des traits grands et fermes, épais même. Un peu poitrinaire, ce qui me dégoûte. Excellent caractère, manières douces et un peu railleuses, mais cela tient à des femmes dont beaucoup seraient furieuses d'être traitées comme des garçons. Mais il est très sévère pour le travail en général et il se croit obligé d'atténuer cette sévérité par des plaisanteries onctueuses et des sourires paternels ».
Élu président de la fondation Taylor en 1908, il occupera cette fonction jusqu’à la fin de ses jours. Il a obtenu trois médailles en 1866, 1867 et 1868. La médaille d’or lui fut décernée en 1870 ; une médaille de 1re classe à l’Exposition universelle de 1878 ; une médaille d’or à celle de 1889. Nommé chevalier de la Légion d'honneur le 1er novembre 1873, il en fut promu officier le 13 juillet 1884.
Le musée d'Orsay, à Paris, conserve un portrait en médaillon en bronze de Tony Robert-Fleury sculpté par Henri Chapu.
Il emménage avec Antoinette Pottecher, au 69 rue de Douai (Paris 9e) en 1880, alors qu'il est domicilié à Viroflay. Ils se marient le 4 juillet 1891 (l'acte de mariage fait état d'un domicile de la mariée déclaré au 26 boulevard Malesherbes); avec pour témoins les artistes Félix de Vuillefroy Cassini et Rodolphe Julian, l'avocat Denis-Charles Duverdy et le docteur Christophe Emile Zabé. 
Il meurt rue de Douai le 8 décembre 1911 .

## Distinctions
- Officier de la Légion d'honneur (1884)
- Commandeur de la Légion d'honneur (1907)[18]

## Œuvre
- Portrait de Joseph Robert-Fleury, 1884, Château de Versailles[19]

Œuvres de Tony Robert-Fleury
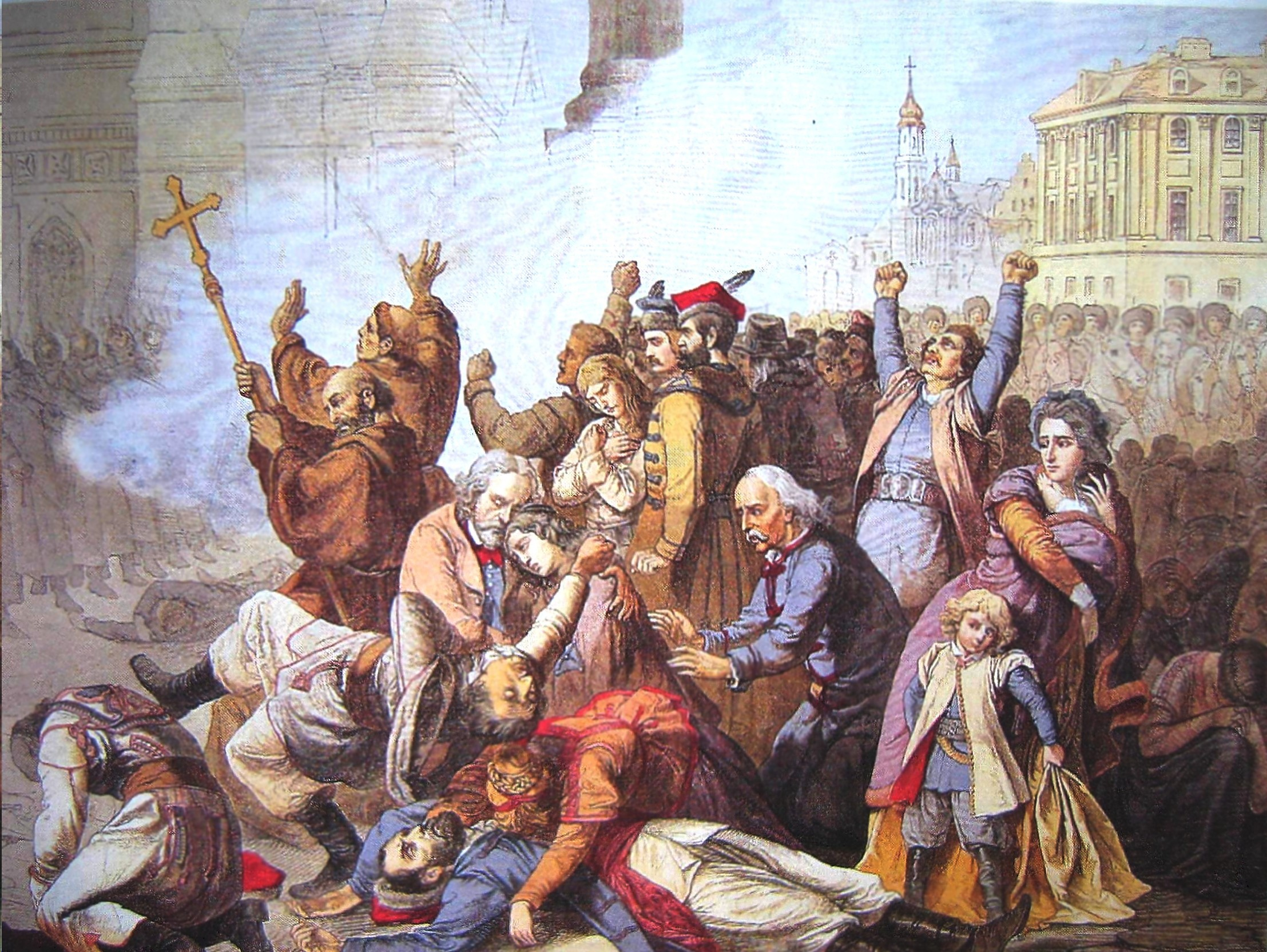
Varsovie, scène de l’insurrection polonaise (1866), Montrésor, château de Montrésor.
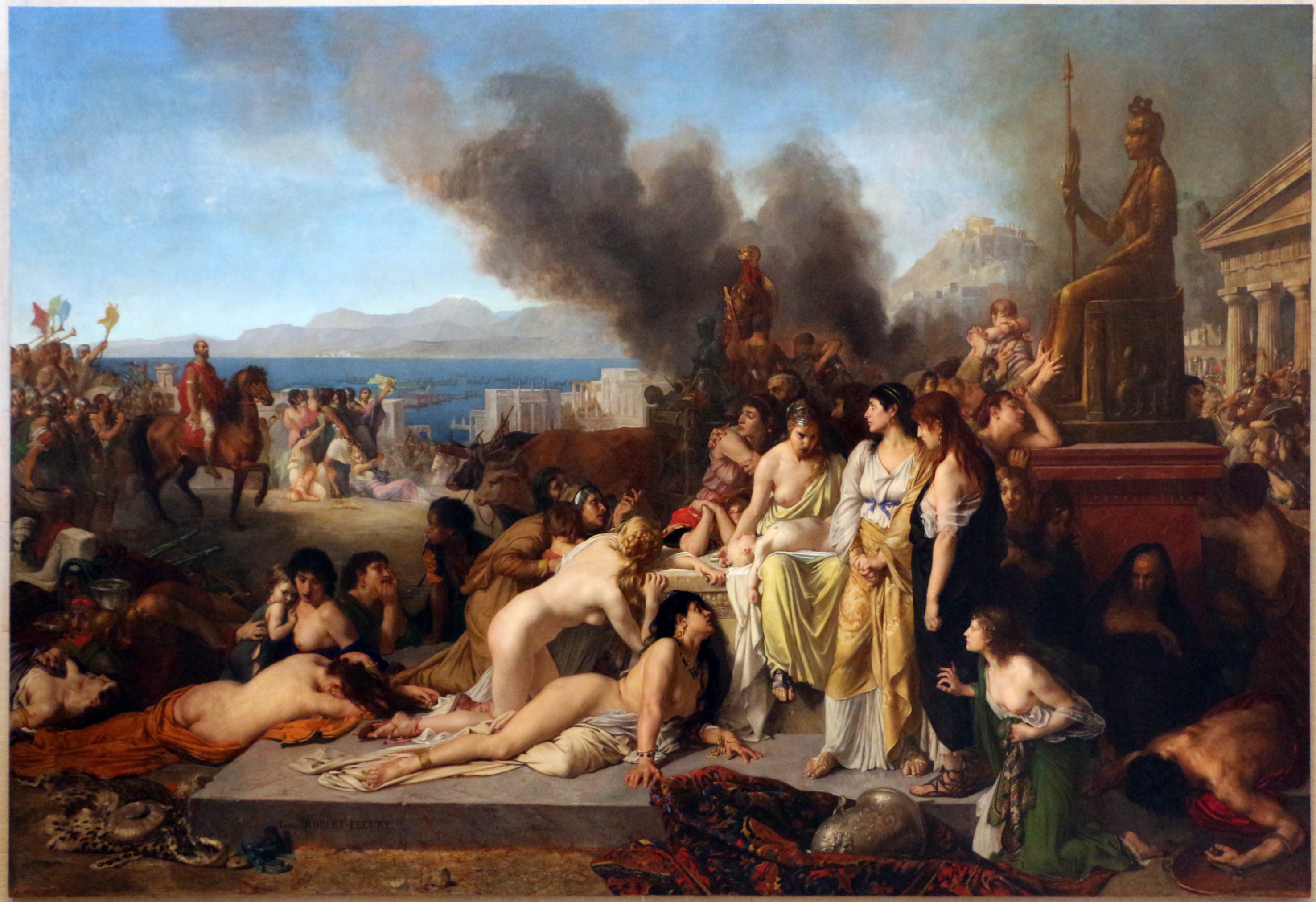
Le Dernier Jour de Corinthe (1870), Paris, musée d'Orsay.
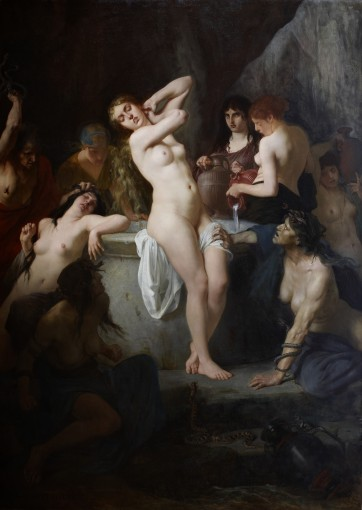
Les Danaïdes (1873), musée de Cahors Henri-Martin.
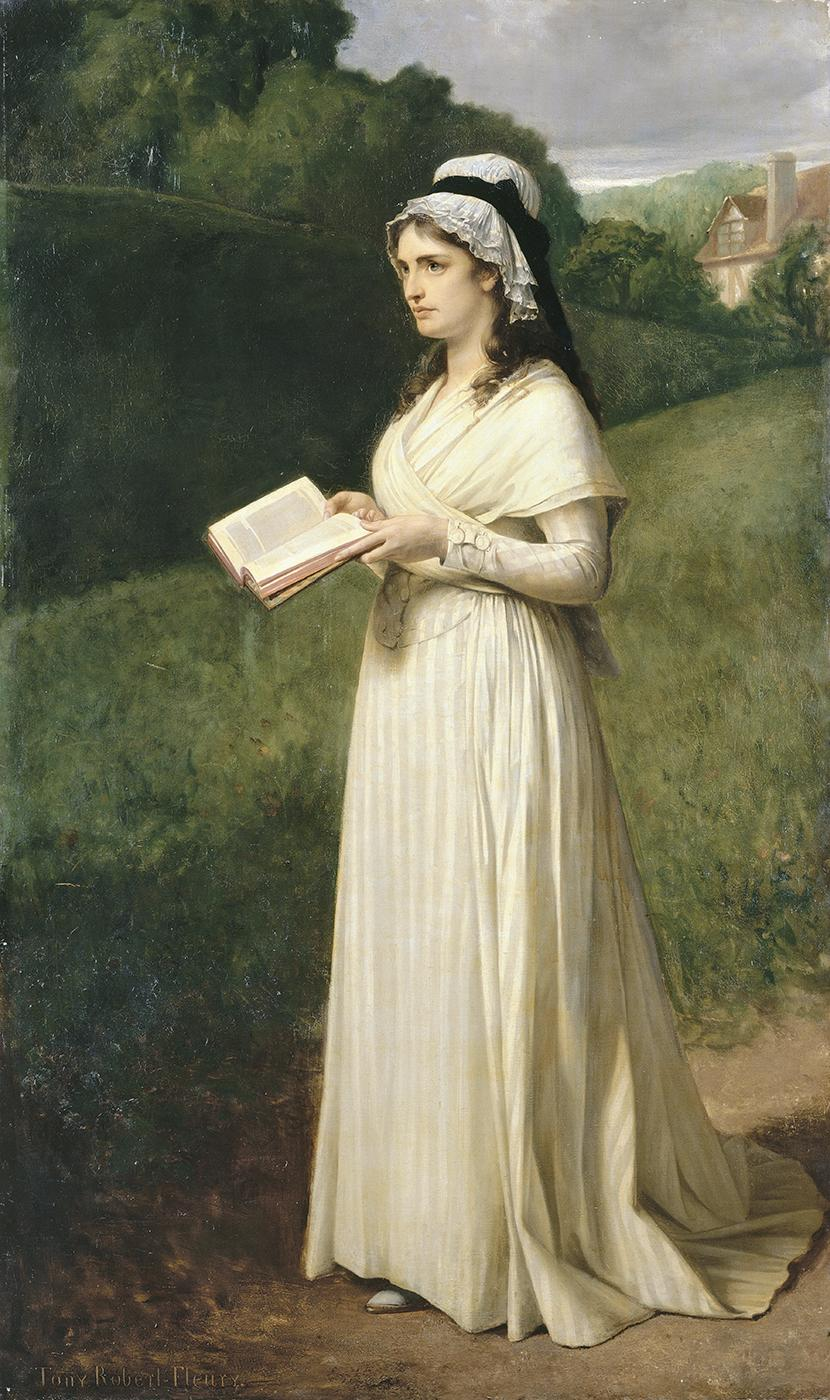
Charlotte Corday à Caen en 1793 (1874), Bayonne, musée Bonnat-Helleu.
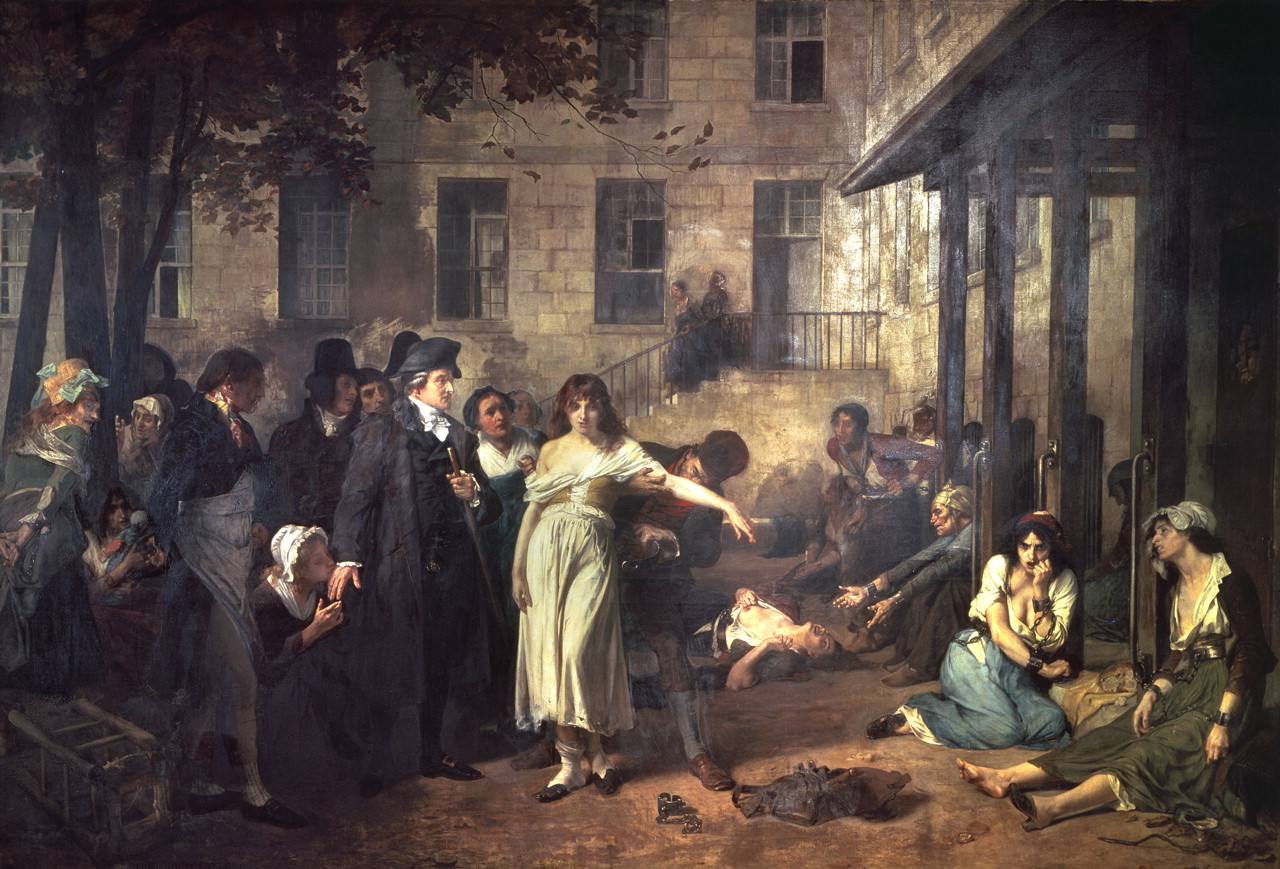
Pinel délivrant les aliénés à la Salpêtrière en 1795 (1876), Paris, hôpital de la Salpêtrière.
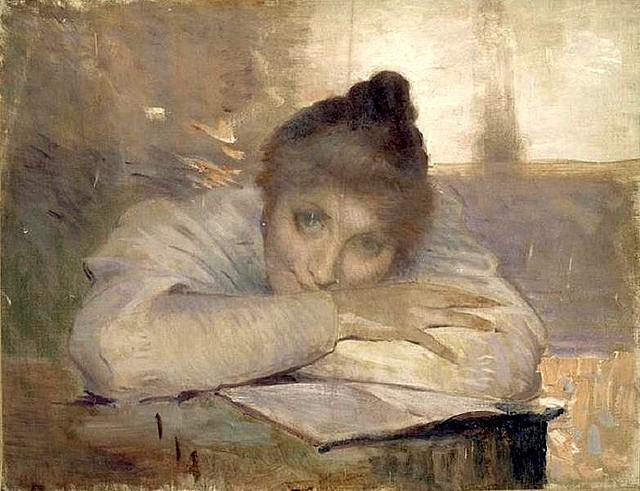
Douce rêverie (vers 1894), Paris, musée d'Orsay
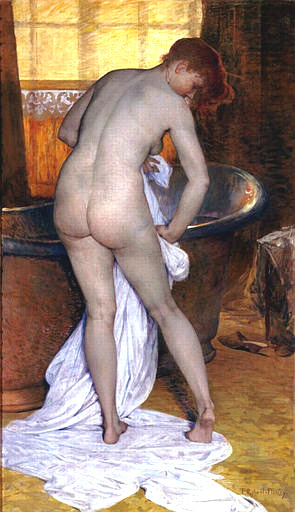
Le bain (1903), musée de Grenoble
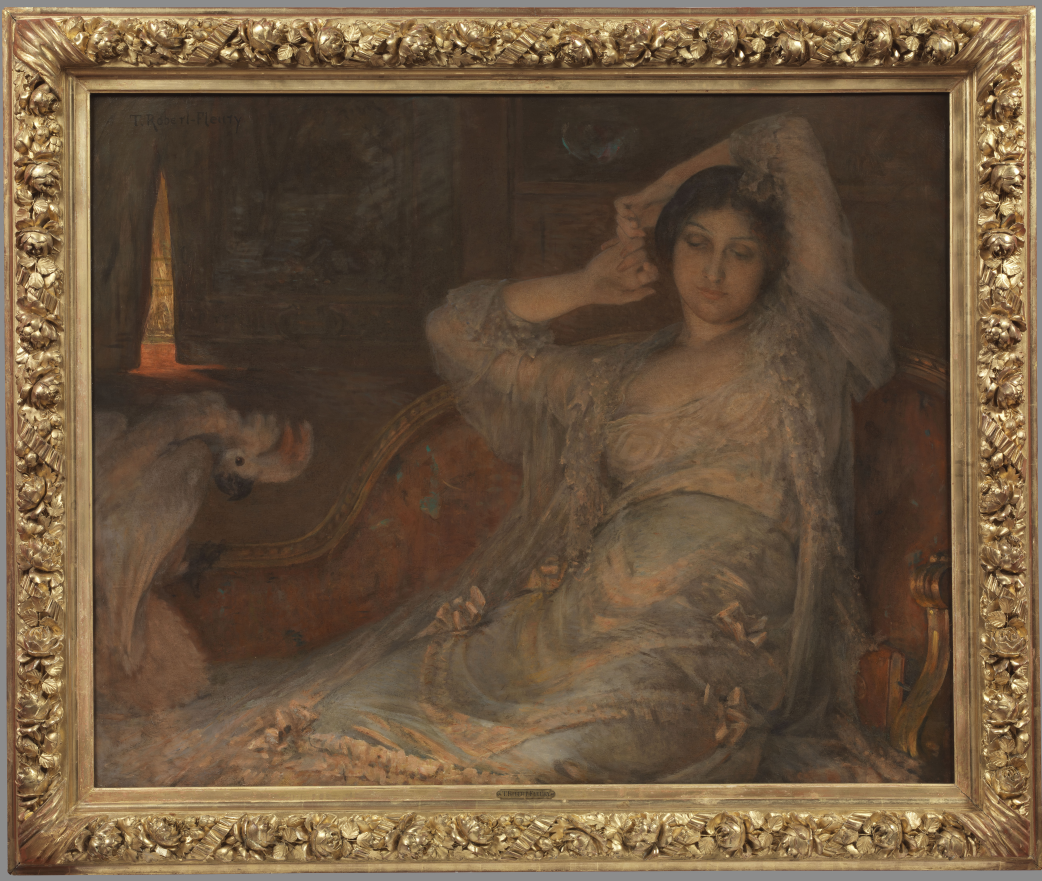
Au coin du feu, rêverie, 1897, huile sur toile, 141 x 181 cm. Nemours, Château-Musée, 1907.126.1

## Collections publiques

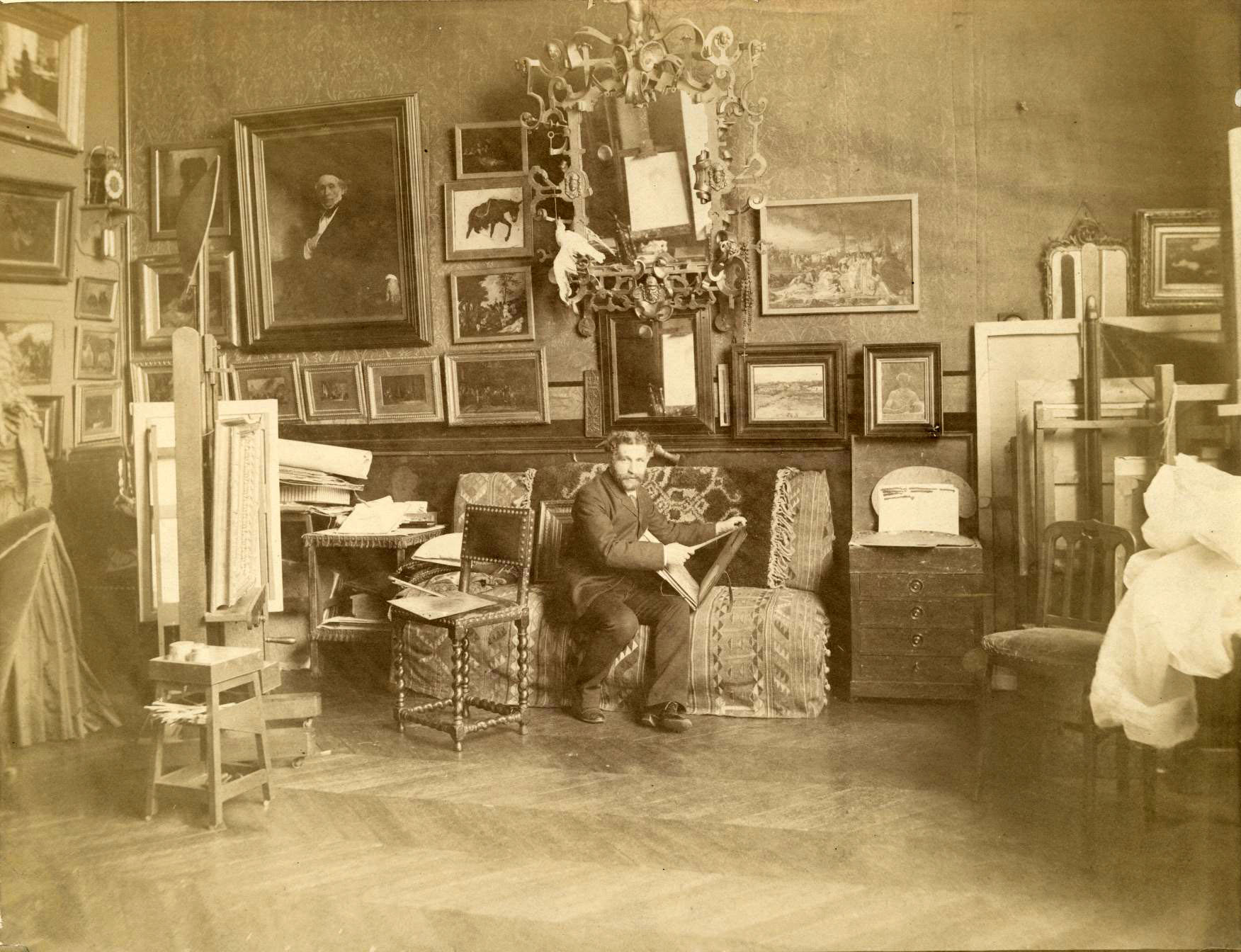
Tony Robert-Fleury dans son atelier vers 1885-1890, New York, Frick Collection.

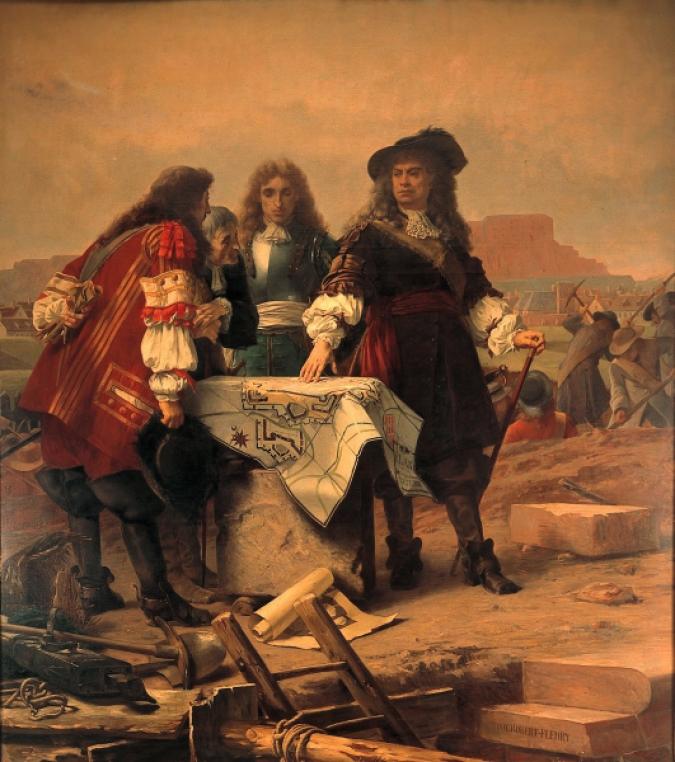
Vauban et Louvois visitant les fortifications de Belfort en 1679, musée des beaux-arts de Belfort

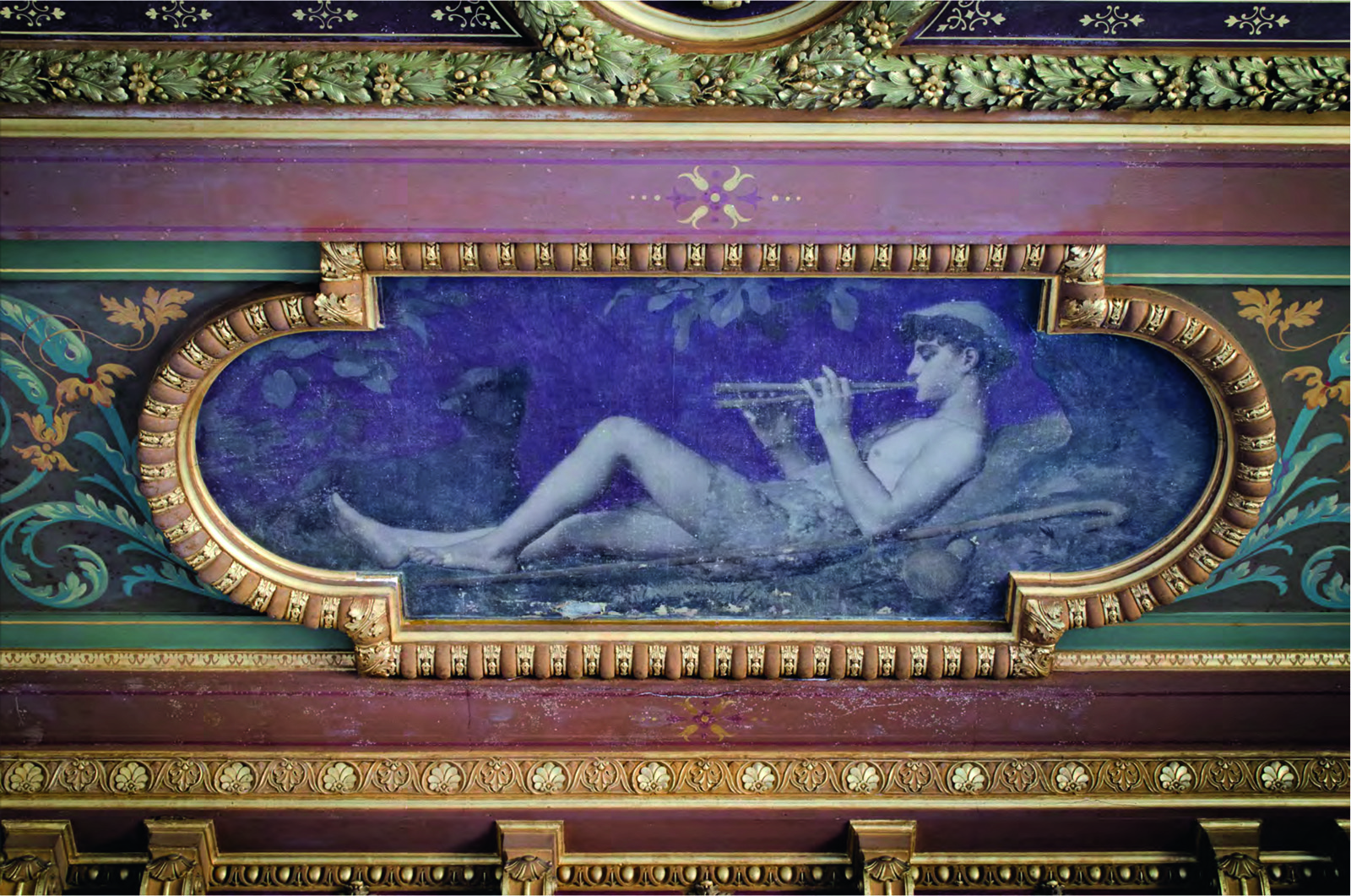
Pâtre jouant de la flûte, château Boulard, Biarritz

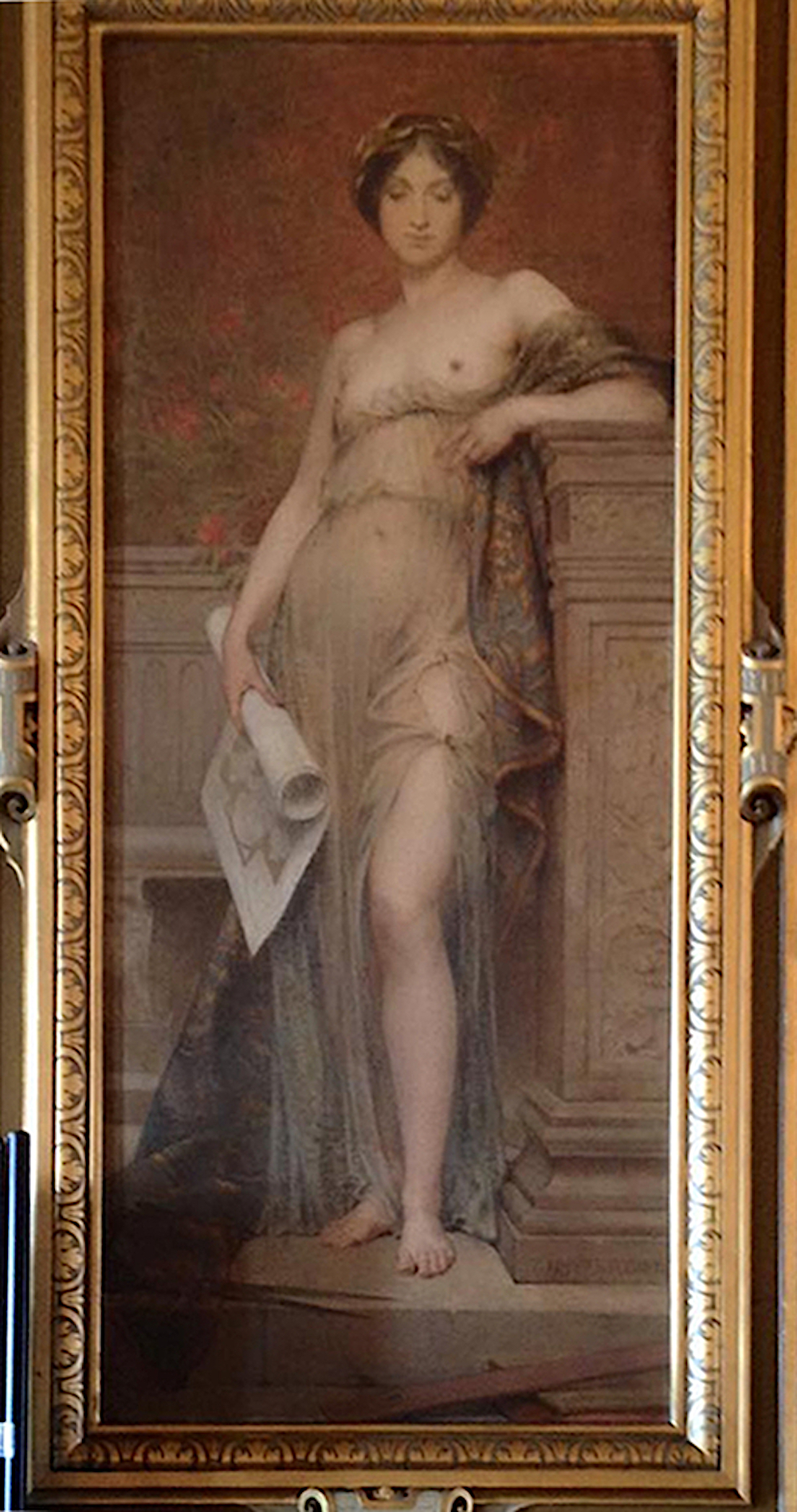
L'Architecture, hôtel de ville de Paris.

### France
- Bayonne, musée Bonnat-Helleu :
  - Charlotte Corday à Caen en 1793, 1874, huile sur toile[4] ;
  - L'Arrestation de Charlotte Corday, aquarelle[20].
- Belfort, musée des beaux-arts : Vauban et Louvois visitant les travaux de fortifications de Belfort en 1679, 1881, huile sur toile[21] ;
- Biarritz, château Boulard : Diane endormie, Diane au repos, Pâtre jouant de la flûte, Le chasseur Actéon surpris par Diane, quatre cartouches du plafond du grand salon.
- Cahors, musée de Cahors Henri-Martin : Les Danaïdes, 1873, huile sur toile[22].
- Grenoble, musée : Le bain, 1903, huile sur toile.
- La Fère, musée Jeanne-d'Aboville : Marie-Madeleine repentante, huile sur toile.
- La Roche-sur-Yon, musée municipal : Roméo et Juliette, huile sur toile.
- Le Mans, musée de Tessé : L’Anxiété, huile sur toile.
- Montrésor, château de Montrésor : Varsovie le 8 avril 1861, 1866, huile sur toile[23] : « Une foule d'environ quatre mille personnes, dans laquelle se trouvaient beaucoup d'enfants prosternés à genoux, entourait la colonne Sigismond sur la place du château. L'infanterie fit feu »[2].
- Nemours, Château-Musée :
  - Au coin du feu, rêverie, 1897, huile sur toile, 141 x 181 cm[24].
- Paris :
  - hôpital de la Salpêtrière : Pinel délivrant les aliénés à la Salpêtrière en 1795, huile sur toile[5],[6]. Pour Michel Caire, il est hautement probable que le personnage que Tony Robert-Fleury représente affairé à ôter les chaînes de la folle devant Pinel soit Jean-Baptiste Pussin[25].
  - hôtel de ville : Allégorie de l'Architecture.
  - musée d'Orsay :
    - Le Dernier Jour de Corinthe (prise de Corinthe par Lucius Mummius Achaicus en 146 av. J.-C.), 1870, huile sur toile, 400 × 600 cm[26] ;
    - La Glorification de la Peinture française, 1880, huile sur toile ;
    - Douce rêverie, vers 1894, huile sur toile, 27 × 35 cm[27].

  - Petit Palais : L'Architecture, esquisse pour le salon des arts de l'hôtel de ville de Paris, vers 1890, huile sur toile[28].
- Rennes, musée des beaux-arts : La Polonaise, étude pour Ophélie, huile sur toile.
- Tours, musée des beaux-arts : Les Vieilles femmes de la place Navone à Santa-Maria della Pace (Rome), vers 1867, huile sur toile, 72 × 102 cm[29].
- Versailles, château de Versailles :
  - Joseph-Nicolas Robert-Fleury (1797-1890), huile sur toile ;
  - Autoportrait, huile sur toile.

### Royaume-Uni
- Barnard Castle, Bowes Museum : Lesbia et le moineau[30].
- Wellcome Collection : Pinel délivrant les aliénés de la Salpêtrière en 1795, tableau préparatoire[30] ;
- Saint-Pierre-Port, Bailliage de Guernesey, musée Victor-Hugo : Alix apparaissant au masque[31].

## Interprétation en gravure
- Augustin Mongin (1843-1911), Sous la révolution, gravure d'après Tony Robert-Fleury, Digne-les-Bains, musée Gassendi[32].

## Expositions
- Exposition universelle de 1878, Paris.
- Exposition universelle de 1900, Paris.
- Exposition universelle de Liège de 1905.
- Vauban, le second système fortifié, l'exemplarité de Belfort, musée d'art et d'histoire de Belfort, avril-juin 2007[21].
- Fenêtres sur cour. Peintures du XVIe au XXe siècle, Toulouse, musée des Augustins, de décembre 2016 à avril 2017[33].
- Shakespeare romantique, Namur, musée Félicien Rops, d'octobre 2017 à février 2018[34].

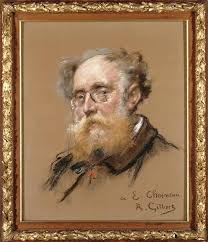
René Joseph Gilbert, Portrait d'Ernest Chesneau, vers 1882, Paris, musée d'Orsay.

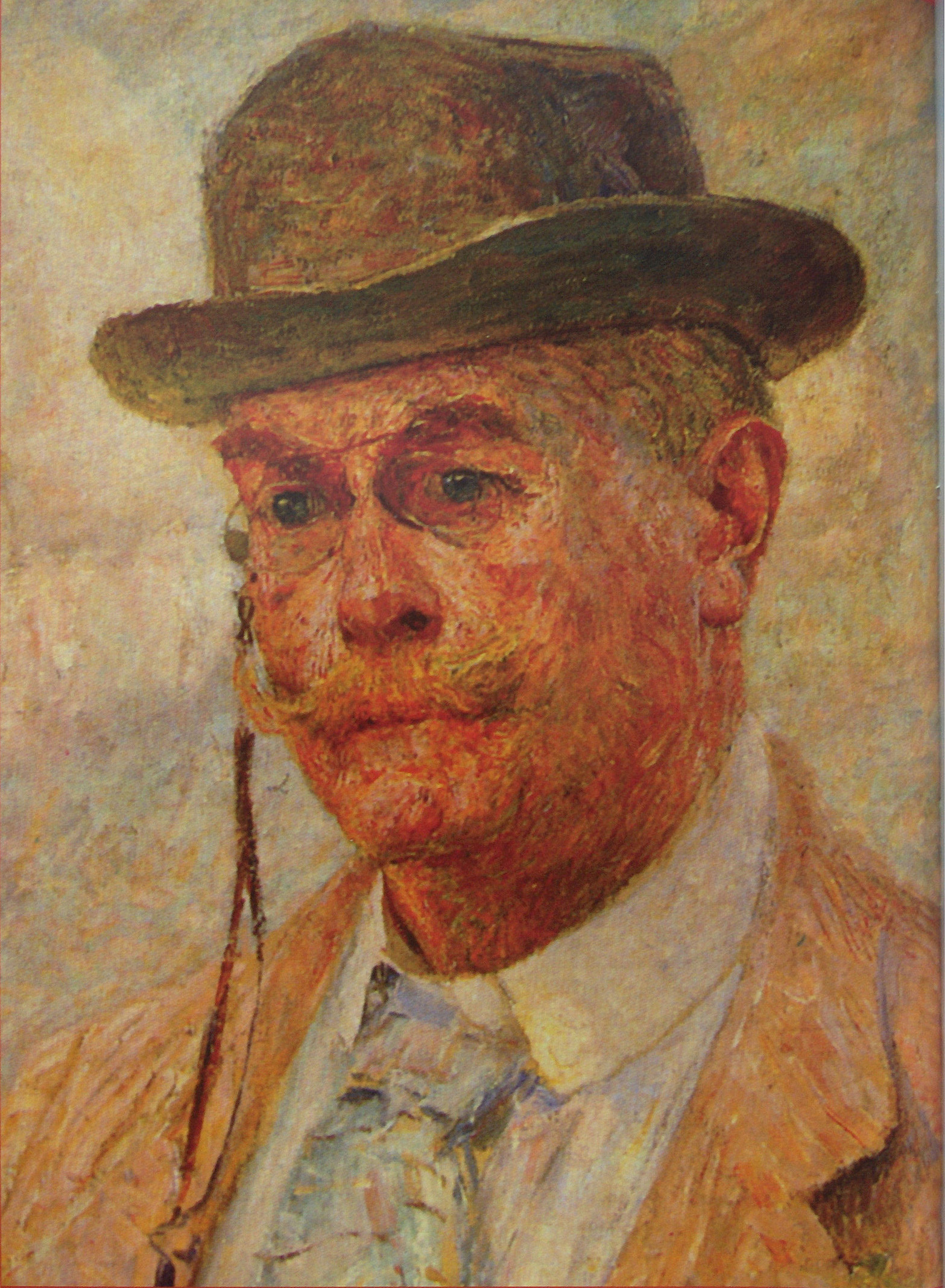

## Réception critique
- « À l'heure qu'il est, il n'y a guère, parmi nos artistes, que Tony Robert-Fleury qui maintienne la tradition du genre historique. On se souvient du succès qu'obtint au Salon de 1866 son tableau intitulé Varsovie, le 8 avril 1861. L'inspiration de cet ouvrage avait précisément ce degré d'actualité qui arrête nécessairement le grand public devant certaines œuvres. Le jeune peintre, qui porte un nom déjà célèbre dans l'école moderne, a jugé, non sans raison, que la vie contemporaine ne contenait pas moins d'émotions tragique que le passé ; ce motif si dramatique a été traité par lui avec passion, il en a compris toutes les douleurs et, ce qui n'est pas un moindre mérite, il a apporté dans l'exécution de cette page, qui prêtait volontiers à une certaine emphase mélodramatique, une sobriété, une simplicité d'ordonnance qui prouve sa finesse de goût. Bien que Tony Robert-Fleury ait cherché visiblement l'accent de vérité par la justesse des types, l'exécution par elle-même annonce plus d'adresse et de procédés acquis que d'originalité et de procédés trouvés. On retrouve dans cette œuvre des réminiscences de la peinture de Louis Gallait et l'influence des leçons de Paul Delaroche. Je définirais le mérite particulier de l'œuvre de Tony Robert-Fleury en disant qu'il a écrit en excellente prose une belle page d'histoire. » - Ernest Chesneau[35]
- « Tony Robert-Fleury expose une grande toile (au Salon de Paris de 1870), une des plus grandes du Salon, et la nomme Le dernier jour de Corinthe. Tony Robert-Fleury n'a pas le sens de l'histoire tout en ayant l'énergie nécessaire pour la peindre. Je suppose qu'il a voulu grouper dans une scène mouvementée des torses de femmes nues et qu'il a pris le sujet qui lui en offrait le plus commodément l'occasion. Tony Robert-Fleury a au plus haut point du style, mais il n'a pas le style. Le style est quelque chose d'indéfinissable et de très positif comme ce qu'on nomme la distinction dans le monde. Le style est une manière de voir juste et de faire vrai, qui fait qu'on dit: "c'est ça !". Chaque chose a son style et chaque homme l'a aussi, sans que les académies y soient pour rien ; c'est précisément l'empreinte du style des choses qui font à leur tour le style dans l'œuvre d'art. Tony Robert-Fleury a vu des femmes et n'a pas vu son sujet. » - Camille Lemonnier[3]
- Sonnet à Tony Robert-Fleury

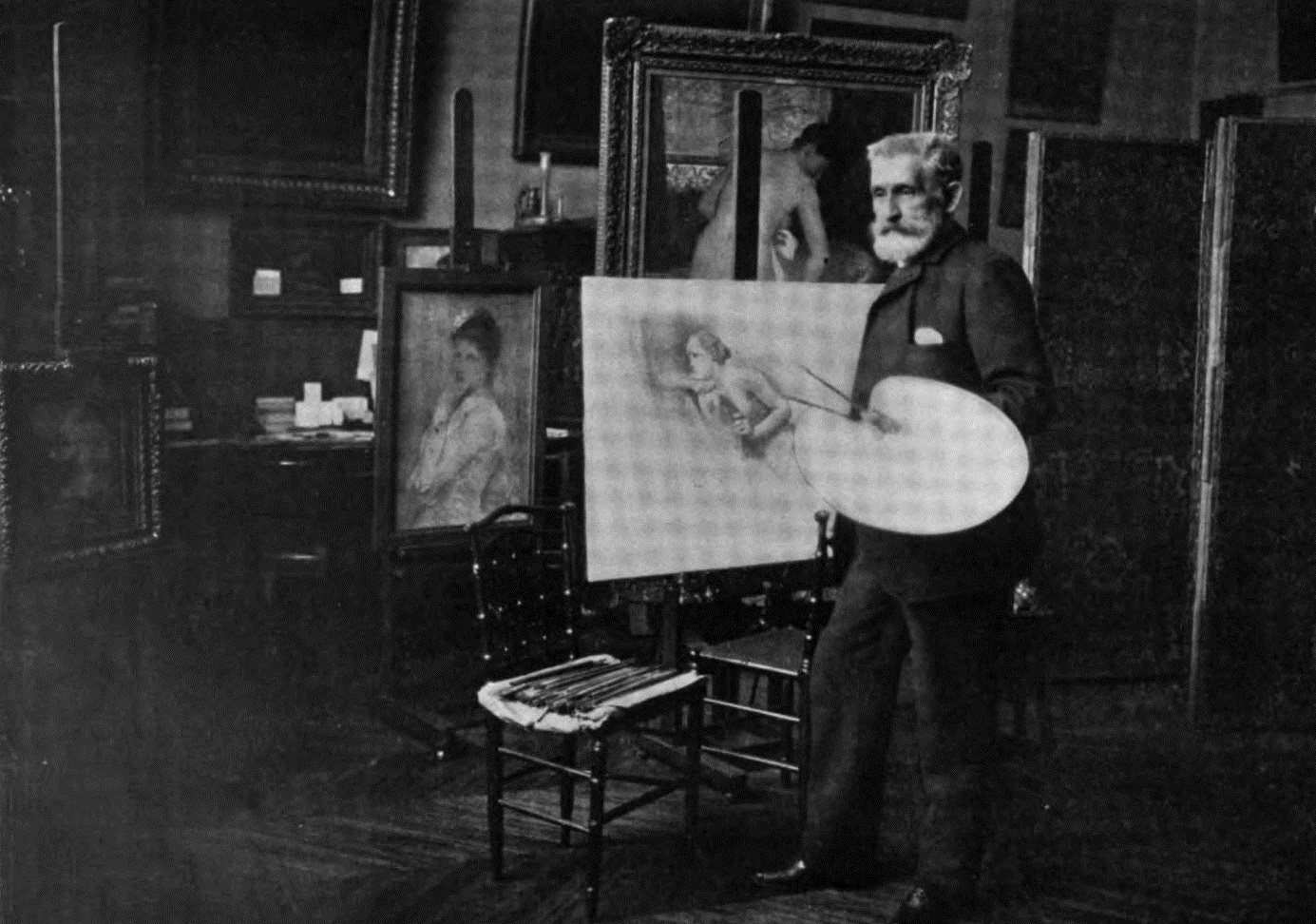
Tony Robert-Fleury dans son atelier.

Oui, le suprême arbitre en peinture, c'est l'œil :

Nulle inspiration, si l'artiste le blesse, 

Ne saurait du pinceau racheter la faiblesse ;

L'œil réclame un plaisir même aux couleurs de deuil.

Mais, tu le sais aussi, l'âme humaine est l'orgueil

Et l'honneur de la terre, et le peintre qui laisse

Une œuvre où l'âme imprime à la chair sa noblesse,

Des plus nobles regards s'est assuré l'accueil.

Cher Tony, tant qu'au ciel Varsovie et Corinthe

Montrereont dans les cœurs et les marbres empreinte

La souillure des viols par la force commis,

Que le Juste et le Beau se vengeront des armes

Par les pleurs indignés de leurs derniers amis, 

Tu charmeras les yeux en arrachant les larmes.
— Sully Prudhomme
- « Ce nom revient sans cesse dans l'histoire de la peinture du XIXe siècle. Il a éduqué, pour le meilleur et pour le pire, des milliers d'artistes dans son atelier de l'Académie Julian. Le goût de la mise en scène façon Renaissance vénitienne, dans ses toiles du genre troubadour, n'étouffe pas les ressources d'une technique dont il possède, cela va de soi, toutes les ficelles. » - Gérald Schurr[37]
- « Dans le tableau de Tony Robert Fleury Pinel à la Salpêtrière, la dimension de thaumaturgie rappelle irrésistiblement les miracles de l'Évangile. Ce tableau est inspiré explicitement du tableau du baron Gros Bonaparte visitant les pestiférés de Jaffa où le jeune général se tient au centre et en avant du groupe d'officiers qui l'accompagne. Comme Saint Louis touchant les écrouelles, il avance le bras gauche vers le sein d'un pestiféré à moitié nu soutenu de toutes parts. Pinel et Bonaparte illustrent le même combat messianique et révolutionnaire, leur présence promet la guérison, la fin de l'abomination et l'entrée dans un nouveau monde, celui de la liberté et de la guérison. Au-delà de la fabrication du mythe et sans doute malgré lui, Robert-Fleury a saisi le Pinel identifié au faiseur de miracles, à Jésus-Christ. André BrouilletPinel a abdiqué sa foi, mais il ne peut empêcher qu'elle crie, au point que c'est peut-être elle la vraie force constructive du mythe, l'engagement religieux renoncé de son enfance exprimé par les images religieuses fondatrices de son univers psychique, jalons de sa jeunesse, images qu'il ne cesse de porter en lui-même, ne serait-ce qu'inconsciemment. C'est ce qu'a intuitivement compris le peintre chargé d'immortaliser son œuvre et de consacrer sa vie. » - Thierry Gineste[38]
- « Elaine Showalter, dans The Female malady, fait œuvre d'historienne[39]. Elle s'interroge sur la représentation de la femme comme folle, et de la folie comme femme. De façon plus significative, elle se penche sur le tableau de Tony Robert-Fleury Pinel délivrant les aliénés de la Salpêtrière[5],[6] et fait remarquer que Les aliénés sont...une femme représentée comme soumise à une omniprésence masculine, et surtout quasi-nue, offerte et victime. Ce tableau semble d'ailleurs être le déclencheur de nombre d'analyses féministes car, quelques années plus tard, Martine Delvaux y revient et le compare à celui d'André Brouillet Une leçon clinique à la Salpêtrière chez Charcot[40]. Elle observe quant à elle que dans les deux tableaux les femmes sont des créatures langoureuses, passives, des actrices qui posent ou des êtres manipulés par leur Svengali. Ces deux tableaux montrent ce que les chiffres disent par ailleurs : que la femme semble être l'objet, le fétiche de la psychiatrie de l'âge moderne. » - Corinne François Denève[41]

## Élèves
- Jules Adler (1865-1952)
- Fernand Auguste Besnier
- Ernest Bouard
- Édouard Cabane (1857-1942), deuxième Grand prix de Rome en 1884
- Maurice Chabas (1862-1947)
- Jean-Joseph Crotti (1878-1958)
- Benjamin Damman (1835-1921)
- Marie Hélène Duchynska (1852-1935)
- Florence Esté (1859-1926), peintre et graveuse américaine
- Édouard Gelhay (1856-1939), son exécuteur testamentaire, comme indiqué sur l'inventaire du Château-Musée de Nemours.
- Émilie Guillaumot-Adan (1855-1929).
- Terka Jablonowska  (1863-1910).
- Augustus Koopman (1869-1914)
- Marie Laforge (1865-1920), miniaturiste
- Julien Lanet (1880–1915)
- Louise Lavrut (1874-1956)
- Luc Leguey
- Ernest Marché (1864-1932)